# Renina
No confundir con la rennina, también llamada quimosina, una enzima digestiva.
La renina (EC 3.4.23.15), también llamada angiotensinogenasa, es una proteína (enzima) secretada por las células yuxtaglomerulares del riñón. Suele secretarse en casos de hipotensión arterial y de baja volemia. La renina también juega un papel en la secreción de aldosterona , una hormona que ayuda a controlar el equilibrio hídrico y de sales del cuerpo.
La renina activa el sistema renina angiotensina aldosterona al catalizar la hidrólisis de la molécula de angiotensinógeno (producida por el hígado, grasa, riñón y SNC) produciendo angiotensina I. La rotura se produce en un aminoácido leucina específico.

## Descubrimiento
La renina fue descubierta, descrita y nombrada por Robert Tigerstedt, docente de Fisiología en el Instituto Karolinska de Estocolmo, en 1898.

## Bioquímica y fisiología

### Estructura
La estructura primaria del precursor de renina consiste en 406 aminoácidos con un segmento pre y uno pro de 20 y 46 aminoácidos respectivamente. La forma madura de la renina contiene 340 aminoácidos y tiene una masa de 37kDa

### Secreción
El péptido es secretado por el riñón desde células especializadas llamadas células granulares del aparato yuxtaglomerular en respuesta a 3 estímulos principalmente:
1. Una disminución en la presión sanguínea (lo que podría estar relacionado con la disminución de la volemia) lo cual es detectado por barorreceptores. Este es el estímulo más directamente relacionado entre la presión y la renina
2. La disminución en la fracción filtrada de sodio en el nefrón. Este flujo es medido por la mácula densa, también en el aparato yuxtaglomerular.
3. La actividad el sistema nervioso simpático, el cual permite controlar la presión sanguínea actuando a través de los receptores B-adrenérgicos (B1)

La renina es secretada por al menos dos vías celulares diferentes: una vía constitutiva con la secreción de prorenina y una vía regulada a través de la secreción de la renina ya madura

## Eje Renina-Angiotensina-Aldosterona (RAA)

Sistema renina-angiotensina, mostrando el rol de la renina.

### Mecanismo de acción de la renina
La enzima circula en la sangre e hidroliza el angiotensinógeno secretado por el hígado, formando el péptido angiotensina I.

### Ruta de la angiotensina I (AI)
La angiotensina I es hidrolizada por una enzima liberada desde el tejido pulmonar, la enzima convertidora de angiotensina (ECA), lo cual forma finalmente angiotensina II, un péptido vasoactivo La angiotensina II es un potente vasoconstrictor. Actúa sobre la musculatura aumentando la resistencia de los vasos. El corazón, intentando compensar este aumento de su carga, trabaja de manera más vigorosa, provocando el aumento de la presión sanguínea. La ATII también actúa a nivel de las glándulas suprarrenales aumentando la liberación de aldosterona, la cual estimula las células del túbulo contorneado distal y del túbulo colector provocando que el riñón reabsorba más sodio y agua en desmedro del potasio, lo cual provoca un aumento en la volemia. Además produce el aumento en la secreción de vasopresina, lo cual aumenta la reabsorción de agua a nivel distal de la nefrona, estimulando los canales de Acuaporina. La concentración normal de renina en el plasma sanguíneo es de 1,98-24,6 ng/L